# Gebizon
Gebizon (lat. Gebizzo, Gebizzone, Gepizon, Gepizone) (?, prva polovica 11. stoljeća – ?, iza ožujka 1097.), papinski izaslanik u Hrvatskoj u 11. stoljeću. Okrunio je Dmitra Zvonimira († 1089.) za kralja Hrvatske i Dalmacije. Često ga se miješa sa svetim Gebizonom.
Obnašao je službu opata benediktinskog samostana sv. Bonifacija i Aleksija u Rimu. Zajedno s biskupom Fulkoinom bio jedan od izaslanika pape Grgura VII. (1073. – 1085.) na pokrajinskom crkvenom saboru koji je održan u bazilici sv. Petra i Mojsija u Solinu. Nakon sabora Gebizon je dana 8. listopada 1075. predao hrvatskom vladaru znakove kraljevske vlasti – zastavu, mač, žezlo i krunu, a od njega primio vazalsku prisegu papi Grguru VII.
Vrativši se u Rim, Gebizon je 1082. godine postao biskupom u Ceseni.

## Vanjske poveznice
- Gebizon Hrvatska enciklopedija
- Gebizon Proleksis enciklopedija